# Sud Aviation
Sud Aviation era una constructora aeronáutica francesa de propiedad estatal, resultado de la fusión de la SNCASE (Société Nationale de Constructions Aéronautiques du Sud-Est) y de SNCASO (Société Nationale des Constructions Aéronautiques du Sud-Ouest) el 1 de marzo de 1957. Ambas compañías fueron fundadas a partir de pequeñas empresas privadas que habían sido nacionalizadas en seis centros regionales de desarrollo y construcción justo antes de la Segunda Guerra Mundial.

## Historia
SNCASE construyó una línea de aeronaves que incluía un avión de pasajeros, el SNCASE Languedoc, y un avión de combate, el De Havilland Vampire. El Vampire era un diseño británico fabricado bajo licencia como SNCASE Mistral.
Buscando romper con su política de fabricación bajo licencia, en 1951 la SNCASE inició los trabajos para el diseño de un nuevo avión de reacción que finalmente se convertiría en el conocido Caravelle. El Caravelle utilizaba motores británicos así como el morro y la cabina de mando del De Havilland Comet, aunque el resto del avión era de nuevo diseño. Una característica novedosa era el montaje de los motores en la parte trasera del fuselaje, lo que redujo el ruido en cabina. La producción se inició en 1958, a la vez que el Comet perdía su liderazgo debido a una serie de accidentes en vuelo que provocaron su retirada del servicio. El Caravelle no adoleció de fallos de diseño como su antecesor y eso le permitió ser el único avión de reacción de medio alcance en producción durante años, hasta la aparición del Douglas DC-9, dejando tras de sí una carrera muy exitosa con ventas por toda Europa e incluso unas 20 unidades en servicio en los Estados Unidos.
Con la fusión de la SNCASE con la SNCASO nació Sud Aviation. La nueva firma comenzó entonces a diseñar un nuevo avión supersónico basado en el Caravelle y conocido como Super-Caravelle. Sin embargo, los costes previstos para el proyecto eran tan altos que Sud Aviation, bajo la dirección de los gobiernos francés y británico, formó un consorcio con BAC en noviembre de 1962 para aunar esfuerzos y diseños y finalmente llegar al Concorde.
Más adelante Sud Aviation se fusionó con Nord Aviation y la SEREB para formar en enero de 1970 para formar la Société Nationale Industrielle Aérospatiale. Aérospatiale formó varios grandes consorcios internacionales como la unión con British Aerospace y MBB para formar Airbus, integrada desde 2000 en la compañía aeroespacial europea EADS.